# وزارة جعفر العسكري الأولى
تشكلت الوزارة العسكرية الأولى برئاسة الفريق جعفر العسكري في 22 تشرين الثاني 1923 بعد استقالة الوزارة السعدونية الأولى.
استدعاه الملك فيصل الأول من الموصل إلى بغداد ليشغل منصب رئيس الوزراء بعد استقالة عبد المحسن السعدون.

## تشكيلة الوزارة
كانت تشكيلة الوزارة في 22 تشرين الثاني 1923 كما يلي:
- رئيس المجلس الوزراء: جعفر العسكري
- وزير الداخلية: علي جودت الأيوبي
- وزير المالية: عبد المحسن شلاش
- وزير العدلية: أحمد الفخري
- وزير الدفاع: نوري السعيد
- وزير الإشغال والموصلات: صبيح نشأت

في يوم 27 تشرين الثاني 1923، عين الشيخ صالح باش أعيان العباسي وزيرا للأوقاف.
وفي يوم 3 كانون الأول 1923، شغل الشيخ محمد حسن أبو المحاسن منصب وزير المعارف.
استقالت الوزارة في 2 أب 1924.